# Bəsti Bağırova

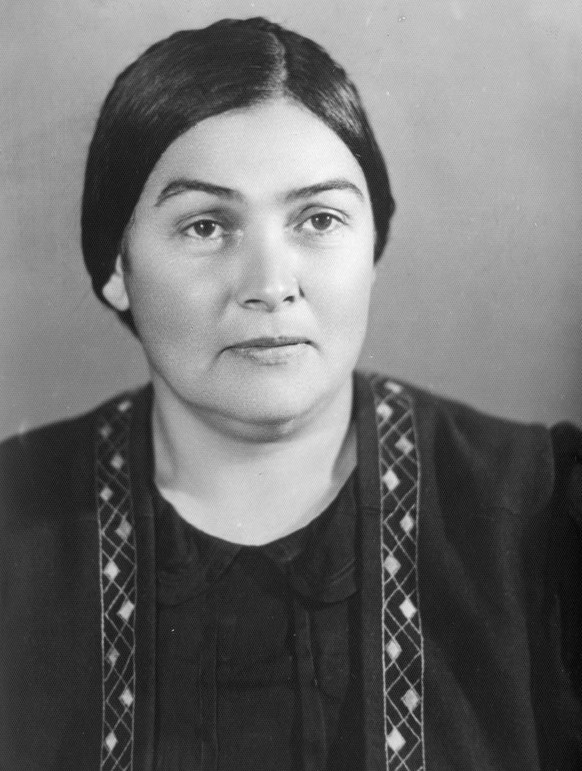
Bəsti Bağırova (1947)

Bəsti Məsim qızı Bağırova (russisch Басти Масим кызы Багирова; * 28. Märzjul. / 10. April 1906greg. in Abdullabeikjurd, Ujesd Jelisawetpol; † 27. Februar 1962 in Bachtschakjurd, Goranboy) war eine sowjetische Agronomin und Stachanowka aserbaidschanischer Herkunft.

## Leben
Bağırova absolvierte fünf Kurse am Aserbaidschanischen Landwirtschaftsinstitut in Gəncə und an der Parteischule Baku.
1930 begann Bağırova ihre Arbeit als gewöhnliche Kolchosnika im Woroschilow-Landwirtschaftsartel (später Woroschilow-Kolchos, seit 1962 Bagirowa-Bachtschakjurd) im Rajon Kassum-Ismailow. 1936 wurde sie dort Arbeitsgruppenleiterin. 1952–1953 war sie Instruktorin des Oblastkomitees Gəncə der aserbaidschanischen KPdSU-Leitung. 1953 wurde sie Vorsitzende ihres Kolchos Bachtschakjurd.
Die Agronomin Bağırova war eine der ersten Stachanowkas der Aserbaidschanischen Sozialistischen Sowjetrepublik (Aserbaidschanische SSR). Zusammen mit Qüdrət Səmədov führte sie das beidhändige Baumwollpflücken ein, was die Produktivität erheblich steigerte. Im Oktober 1936 meldete sie eine zehnfach gesteigerte Rekordernte von 463 kg. 1937 erreichte sie nach Stickstoffdüngung einen Weltrekord-Ertrag von 142,9 Zentnern Baumwolle pro Hektar. Ihre Methoden wurden in Albanien angewendet, und in Bulgarien wurden Bagirowa-Schulen eröffnet.
Bağırova war Mitglied der KPdSU (seit 1937), Delegierte des XX. KPdSU-Kongresses, des XXIII., XXIV. und XXV. Kongresses der KP Aserbaidschans, Mitglied des Zentralkomitees der KP Aserbaidschans, Abgeordnete des Obersten Sowjets der UdSSR (1.–3. Sitzungsperiode) und der Aserbaidschanischen SSR (4. und 5. Sitzungsperiode) und Mitglied des Präsidiums des Obersten Sowjets der Aserbaidschanischen SSR in der 5. Sitzungsperiode.

## Ehrungen
- Orden des Roten Banners der Arbeit (1936)[1]
- Held der sozialistischen Arbeit mit Leninorden und Hammer-und-Sichel-Goldmedaille (1947, 1950)[1]
- Leninorden (1948)
- Medaille „Für heldenmütige Arbeit“ (1960)
- Große Goldmedaille der Allunionsausstellung der Landwirtschaft der UdSSR[1]